# ニムファシャ・バーチマス
ニムファシャ・バーチマス（Nimfasha Berchimas, 2008年2月22日 - ）は、ブルンジ出身のプロサッカー選手。MLSネクストプロのクラウン・レガシーFC所属。ポジションはフォワード。

## 経歴

### 生い立ち
ブルンジで生まれ、幼少期にアメリカ合衆国ノースカロライナ州ハイポイントへ移住した。

### クラウン・レガシーFC
地元のNCフュージョンのユースアカデミーでプレーした後、2022年11月に14歳でシャーロットFCとホームグロウン契約を結んだ。
2023年にリザーブチームのクラウン・レガシーFCでプロデビューした。

## 代表歴
2023年に15歳ながらFIFA U-17ワールドカップのアメリカ合衆国代表に選出された。同大会ではグループステージの韓国戦で2得点を記録し、2000年以降のU-17ワールドカップでのアメリカ代表としては、2003年のフレディー・アドゥーに次いで史上2位の若さでの得点記録となった。